# Cratere Boccaccio
Boccaccio è un cratere d'impatto presente sulla superficie di Mercurio, a 80,83° di latitudine sud e 23,24° di longitudine ovest, nella maglia Bach. Il suo diametro è pari a 151,95 km.
Il cratere è stato battezzato dall'Unione Astronomica Internazionale in onore di Giovanni Boccaccio.